# 나스닥
나스닥(영어: NASDAQ, Nasdaq Stock Market)은 미국의 장외 주식거래시장으로 세계 최대 증권거래소 중 하나이다.
나스닥은 전미증권업자협회 자동 주식시세(National Association of Securities Dealers Automated Quotations)의 줄임말이다.

## 역사
1961년 미국 증권거래위원회는 지역 내 모든 주식시장에 대한 조사를 통해 장외시장이 분열되고 모호하다는 보고서를 냈으며 이에 따라 장외시장의 자동화를 통한 거래시장의 통합을 이루고자 탄생한 것이 '나스닥'이다. 나스닥은 1971년 2월 8일에 개설되었다. 최초 설정 주가는 100포인트였다. 그러나 설정이후 10년 동안 많아야 200포인트일 정도로 성장이 정체되다가 1982년 우량 40개 종목으로 구성된 나스닥NMS가 신설되었고 단순한 컴퓨터에 의한 자동통보에 그치던 것이 1985년 모든 나스닥에 주문 및 매매기능이 적용되며 현재의 시장규모 확대를 이루어냈다.

## 특징
나스닥은 미국 뉴욕 증권거래소에서 운영되는 시장과는 별도의 시장에서, 전미증권협회(全美證券協會)에 등록된 주식이 매매된다. 장외거래를 효율적으로 이용하기 위해 컴퓨터 전산망을 활용한다. 이를 통해 고객들은 컴퓨터, 스마트폰, PDA 등 단말기를 통해 상장기업(上場企業)의 매도호가(賣渡呼價)와 매수호가(買受呼價)를 실시간으로 조회하고 주문할 수 있다. 또한 미국 기업이 아니더라도 상장이 가능하다. 2012년 기준으로 7000여 개의 기업이 상장되어 있다.

## 개·폐장시각
미국 뉴욕 시각을 기준으로 하며, 서머타임 적용시에는 변동된다.
- 일반거래회기(Normal Trading Session)의 개장시각: 9시 30분
- 일반거래회기의 폐장시각: 16시 00분

## 관련 주가지수들
- 나스닥 종합주가지수
- 나스닥 100지수 나스닥100은 기술주 중심인 나스닥시장에 상장된 기업 가운데 100개 우량기업만 꼽아 만든 지수다. 대표 성장주인 기술주의 간판 지수인 셈이다.[4]
- 나스닥 금융업주가지수
- 나스닥 생명공학업주가지수
- 나스닥 교통업주가지수

## 같이 보기
- 코스닥 (KOSDAQ)